# 王秋实
王秋实（1965年9月—），黑龙江鹤岗人，汉族，中国共产党党员。中华人民共和国政治人物、第十三届全国人民代表大会黑龙江地区代表。

## 简历
2015年5月，任中共双鸭山市委副书记；2016年10月，任鹤岗市市长；2020年6月，任中共七台河市委书记；2021年4月，任中共佳木斯市委书记。2023年1月，任黑龙江省副省长。2023年7月，转任中共吉林省委常委、组织部部长。
2018年2月24日，当选为第十三届全国人大代表。